# Descendimiento de Cristo (Rosso Fiorentino)
El descendimiento de Cristo, El descendimiento de la cruz o El descendimiento de Volterra, conocida en italiano como La Deposizione, es considerada generalmente la obra maestra del pintor renacentista italiano Rosso Fiorentino. Este panel mide 333 cm de alto y 196 cm de ancho. Está datado en el año 1521. Pintada inicialmente para la catedral de Volterra, actualmente se conserva en la Pinacoteca Comunale.
Frente al gélido dolor de otros descendimientos, esta parece como una operación apresurada y complicada, mientras que las figuras inferiores tienen unas expresiones simples y poderosas de calmado dolor. Los que tienen una expresión más intensa de dolor y desesperación son Juan el Evangelista, que llora desconsoladamente y María Magdalena, que rodilla en pie se acerca a la Virgen María. El cielo es sombrío. Las tres escaleras y aquellos que llevan a Cristo parecen precarios. El propio Cristo es plano. Puede verse el contraste entre esta escena frenética y alborotada con la composición igualmente compleja, pero más comedida del mismo tema por el manierista florentino prácticamente contemporáneo Pontormo. 
Las figuras son desproporcionadas, con cabezas más bien pequeñas y los cuerpos alargados. No existe coherencia tampoco en la luz, pues parece que hay fuentes diversas.
Esta obra, junto a El Descendimiento de la cruz de Pontormo, fueron utilizadas como tableau vivant iconográficos, por el director Pier Paolo Pasolini en el episodio La ricotta, dentro de la película colectiva Ro.Go.Pa.G. de 1963.